# Самсонов Олександр Васильович
Олександр Васильович Самсо́нов (рос. Александр Васильевич Самсонов; 2 (14) листопада 1859, село Андреєвка Єлисаветградського повіту Херсонської губернії, Російська імперія — 17 (30) серпня 1914, Вілленберг, Східна Пруссія, Німецька імперія) — російський воєначальник, генерал від кавалерії (1910). Був командиром у російсько-японській та Першій світовій війнах. Під час останньої командував 2-ю армією. Вчинив самогубство після розгромної поразки в битві під Танненбергом в ході Східно-Прусської операції.

## Біографія
Народився у 1859 році на Херсонщині в небагатій дворянській родині. Батьком Олександра був відставний поручик Василь Самсонов, матір'ю — Надія Єгорівна Самсонова. У 16 років закінчив Володимирську військову гімназію у Києві, в 18 років — Миколаївське кавалерійське училище, після чого отримав звання корнета і був направлений до Охтирського 12-го гусарського полку.
Військова кар'єра
- 1877 — корнет
- 1880 — поручик
- 1884 — штабс-ротмістр
- 1885 — капітан
- 1890 — підполковник
- 1894 — полковник
- 1902 — генерал-майор
- 1905 — генерал-лейтенант
- 1910 — генерал від кавалерії

Брав участь в російсько-турецькій війні 1877–1878, за що отримав іменну зброю з написом «За хоробрість». У 1884 році закінчив Миколаївську академію Генерального штабу в Санкт-Петербурзі. Після цього служив на Кавказі (1884–1885 — старший ад'ютант штабу 20-ї піхотної дивізії; 1885–1889 — старший ад'ютант штабу Кавказької гренадерської дивізії). З 1890 по 1896 служив на різних посадах у Варшавському військовому окрузі.
25 липня 1896 Олександр Самсонов призначений на посаду начальника Єлисаветградського кавалерійського військового училища, яким командував до 31 березня 1904 року. Під час російсько-японської війни командував спочатку Уссурійською кінною бригадою, а потім — Сибірською козачою дивізією. Брав участь, зокрема, в битві при Ляояні і Мукденській битві. Заслужив репутацію енергійного впевненого командира, однак критикувалися його стратегічні здібності.
24 вересня 1905 року очолив штаб Варшавського військового округу, 3 липня 1907 став наказним отаманом Війська Донського. З 1909 по 1914 рік був Туркестанським генерал-губернатором і одночасно командував Туркестанським військовим округом.
Коли почалася Перша світова війна, Самсонов був викликаний з відпустки і поставлений на чолі 2-ї армії. Під час Східно-Прусської операції значна частина його армії була оточена в битві під Танненбергом німецькими військами під командуванням генералів Гінденбурга і Людендорфа. Близько 30 тисяч солдатів загинуло або отримало поранення; 95 000 взято в полон. Тривалий час вважалося, що вагому роль в поразці російської армії відіграв особистий конфлікт Самсонова з начальником 1-ї армії Павлом Ренненкампфом, який виник ще під час російсько-японської війни. Але це не так, тому що Самсонов з Ренненкампфом до 1914 року не був знайомий. Причинами поразки була недооцінка російським командуванням німців, а також прорахунки Ставки і командування Північно-західного фронту.  При виході з оточення генерал, за найпоширенішою версією, покінчив з собою біля Вілленберга в Східній Пруссії. Утім, за іншими свідченнями, Самсонов загинув від вибуху снаряда.
Восени 1915 року дружина Олександра Васильовича знайшла його тіло і перевезла до сімейного помістя на Єлисаветградщині, де його і поховали (нині село Якимівка).

## Особисте життя
Був одружений з донькою поміщика Катериною Олександрівною Писаревою (рос. Екатерина Александровна Писарева). Пара мала сина і доньку.

## Нагороди
- Орден Святої Анни IV ступеня (1877)
- Орден Святого Станіслава III ступеня (1880)
- Орден Святої Анни III ступеня (1885)
- Орден Святого Станіслава II ступеня (1889)
- Орден Святої Анни II ступеня (1892)
- Орден Святого Володимира, IV ступеня (1896)
- Орден Святого Володимира, III ступеня (1900)
- Орден Святого Станіслава II ступеня з мечами (1904)
- Орден Святої Анни I ступеня (1905)
- Георгіївська зброя (1906)
- Орден Святого Володимира II ступеня (1906)
- Орден святого Георгія IV ступеня (1907)
- Орден Білого Орла з мечами (1909)
- , Орден Святого Олександра Невського (1913)